# Chaetarthria glabra
Chaetarthria glabra är en skalbaggsart som beskrevs av Sharp 1882. Chaetarthria glabra ingår i släktet Chaetarthria och familjen palpbaggar. Inga underarter finns listade i Catalogue of Life.